# 구해줘! 숙소
《구해줘! 숙소》는 MBC TV에서 방송되는 텔레비전 프로그램이며 2021년 9월 1일부터 2021년 11월 3일까지 방영되었다.

## 기획 의도
당신의 인생 여행을 위한 체크인 배틀쇼! 숙소가 추억을 결정한다! 완벽한 하루를 위한 베테랑 코디들의 맞춤형 숙소 찾기 프로젝트! 오직 의뢰인을 위한 ONE & ONLY 인생 숙소 체크인 가이드!

## 방송 시간
| 방송 채널 | 방송 기간                        | 방송 시간                   | 비고 |
| --------- | -------------------------------- | --------------------------- | ---- |
| MBC TV    | 2021년 9월 1일 ~ 2021년 11월 3일 | 매주 수요일 밤 9:00 ~ 10:30 |      |

## 출연자

### 현재 출연진

#### 놀멍팀
- 김숙 (2021년 9월 1일 ~ 2021년 11월 3일)
- 도경완 (2021년 9월 1일 ~ 2021년 11월 3일)
- 김민주 (2021년 9월 1일 ~ 2021년 11월 3일)

#### 쉬멍팀
- 김지석 (2021년 9월 1일 ~ 2021년 11월 3일)
- 박지윤 (2021년 9월 1일 ~ 2021년 11월 3일)
- 이진호 (2021년 9월 1일 ~ 2021년 11월 3일)